# Potamonautes raybouldi
Potamonautes raybouldi là một loài động vật giáp xác thuộc họ Potamonautidae. Loài này có ở Kenya và Tanzania. Môi trường sống tự nhiên của chúng là rừng ẩm vùng đất thấp nhiệt đới hoặc cận nhiệt đới và vùng núi ẩm nhiệt đới hoặc cận nhiệt đới. Chúng hiện đang bị đe dọa vì mất môi trường sống.